# Gerardus Johannes Berenschot
Gerardus Johannes Berenschot (Solok, 24 juli 1887 – Batavia, voormalig Nederlands-Indië, 13 oktober 1941) was een Nederlandse luitenant-generaal en commandant van het Nederlands-Indische leger. Hij was in het Nederlands-Indische leger de tweede commandant van  Indo-Europese afkomst, ook wel (Indische) Nederlander genoemd, na G.C.E. (Frits) van Daalen. Vlak voordat aan Japan de oorlog werd verklaard, kwam hij om in een vliegtuigongeluk.

## Familie
Berenschot werd geboren op Sumatra als zoon van luitenant-kolonel Gerrit Hendrik Berenschot en Florence Mildred Rappa (geboren te Singapore, dochter van George Rappa jr. en Charlotte Adriana Meyer, overleden op 7 oktober 1937 te Winterswijk). Zijn oudere broer George Berenschot, geboren in Padang Pandjang op 10 augustus 1884, werd ook KNIL officier. Zijn jongste broer, Berend Willem Berenschot, geboren op 1 juli 1895 in Winterswijk, was de grondlegger van Raadgevend Bureau Ir. B.W. Berenschot (RBB) te Hengelo (O), het latere organisatieadviesbureau Berenschot.
Berenschot trouwde op 8 juli 1908 in Winterswijk met Margaretha Catharina de Boer. Samen kregen zij een zoon en twee dochters.

## Opleiding
Berenschot werd op zijn vijftiende voor opleiding naar Nederland gezonden en volgde, na de HBS te Winterswijk, de Cadettenschool te Alkmaar, en daarna de Koninklijke Militaire Academie te Breda. In augustus 1907 reikte de gouverneur van de Academie, Jhr. Louis Christiaan van den Brandeler, hem namens Minister van Oorlog Van Rappard een ereprijs uit. Hij was toen cadet-sergeant en had met goed gevolg zijn examen afgelegd. De ereprijs was een gouden horloge, met inscriptie en gouden ketting. Deze prijs was voorbestemd voor hoogstens twee cadetten van het derde studiejaar, die gedurende hun verblijf aan de Academie zowel qua gedrag als qua studie hadden uitgeblonken. De voorlaatste uitreiking van deze ereprijs had in 1904 plaatsgevonden.

## Loopbaan
Bij Koninklijk Besluit van 19 augustus 1907 werd Berenschot benoemd tot tweede luitenant bij het wapen der infanterie in Nederlands-Indië. Hij werd ingedeeld à la suite bij de Koloniale Reserve en, in Indië aangekomen, bij het eerste bataljon (1908) geplaatst. In november van dat jaar werd hij overgeplaatst en in december geplaatst bij het garnizoensbataljon van Celebes, Menado en Timor te Madjene, even later overgeplaatst aldaar bij het negentiende bataljon. Hij werd in januari 1910 overgeplaatst van Bali (achtste bataljon) naar het derde bataljon infanterie te Kota Radja. In april 1910 werd hij overgeplaatst naar Meureudoe, een post langs de Atjeh Tram op km 139, en in juni 1911 bevorderd tot eerste luitenant.

### Korps Marechaussee
Berenschot werd in oktober 1913 overgeplaatst van de vijfde divisie te Lho Soekon naar de tweede divisie van het Korps Marechaussee te voet. Op 14 januari 1912 rukte de 1e luitenant der Marechaussee Berenschot uit met een brigade van het bivak Badah Kroeëng Bidin (gelegen aan de monding van de Kr. Bidin in de Djambo Aje), met de opdracht om te patrouilleren in het terrein tussen de Kroeëng Bidin en de Kroeëng Peutoe. Op 17 en 18 januari 1912 werden in het regenwoud een aantal verlaten schuilplaatsen ontdekt. Vermoed werd dat de bewoners op zoek waren gegaan naar voedsel en mogelijk weer naar hun schuilplaats zouden terugkeren. Op een afstand van 100 m werden 4 hinderlagen gelegd met de bedoeling om de djahats bij hun mogelijke terugkeer te verrassen. Zoals verwacht kwamen de djahats terug en er ontstond een vuurgevecht nadat de Atjehers de hinderlaag hadden ontdekt waarbij een aantal Atjehers gedood werden. De overigen leden wisten te ontkomen en door een hevige stortbui was het volgen van sporen in het regenwoud onmogelijk. De volgende dagen werd de achtervolging ingezet. Tussentijds waren te Lho Soekon nieuwe vivres ingeslagen. Zonder resultaat keerde de patrouille na 23 dagen op 5 februari 1912 in haar bivak terug. Het gevolg van dit intensieve patrouilleren was dat kort daarna twee leden van de bende zich uitgehongerd kwamen melden.
Wegens zes jaar onafgebroken dienst als officier verkreeg hij in juli 1914 acht maanden verlof naar Europa. Op zijn verzoek werd hij in januari 1915 eervol ontheven van zijn taak bij de marechaussees en geplaatst bij het tiende bataljon, in maart van dat jaar overgeplaatst naar het negende en in januari 1916 naar het twintigste bataljon. Bij Koninklijk Besluit van 31 maart 1916 nummer 28 werd Berenschot eervol vermeld voor zijn verrichtingen te Atjeh in de jaren 1910 tot en met 1912. Hij vertrok voor een verlof naar Nederland en keerde per Grotius op 8 september 1917 naar Indië terug.

### Leraar aan de krijgsschool en verschillende posities binnen het Indische leger

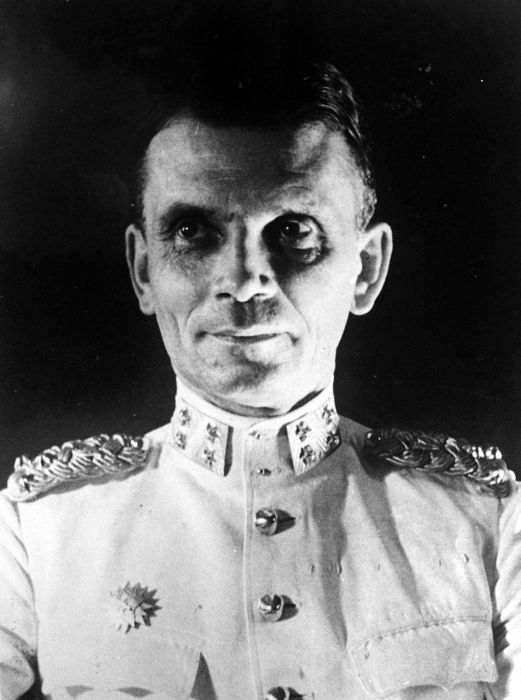
Luitenant-generaal Berenschot

Berenschot werd in 1919 naar Nederland gezonden voor het volgen van de cursus aan de Hogere Krijgsschool. Hij keerde per Insulinde naar Europa terug. Aldaar volgde hij de stormcursus bij de derde divisie te Bergen op Zoom. Berenschot werd bevorderd tot kapitein en in december 1922 gedetacheerd bij het hoofdbureau van de generale staf en ingedeeld bij het subsitentenkader te Bandoeng (hij werd in november officieel ontheven van zijn driejarige detachering bij de Hogere Krijgsschool in Den Haag). In april 1923 werd hij voor twee maanden gedetacheerd bij de veldartillerie te Tjimahi en een maand voor het bijwonen der oefeningen van de bergartillerie te Banjoebiroe. In december 1924 werd Berenschot tot uiterlijk 1 november 1930 gedetacheerd als leraar aan de Hogere Krijgsschool in Den Haag. Hij was in die tijd tevens bestuurslid van de Vereniging tot Beoefening van de Krijgswetenschap (tot 1927). Berenschot werd in september 1928 bevorderd tot majoor met de bepaling dat hij in zijn nieuwe rang bij de generale staf en als leraar aan de Hogere Krijgsschool te Den Haag geplaatst bleef. In 1930 werd hij aan de krijgsschool vervangen door kapitein der infanterie W. Schilling.
Bij Koninklijk Besluit van oktober 1930 werd Berenschot benoemd tot officier in de Orde van Oranje-Nassau en datzelfde jaar, op 3 december, keerde hij per Johan van Oldebarnevelt naar Indië terug. In februari 1931 werd hij bevorderd tot luitenant-kolonel, eervol ontheven van zijn plaatsing bij de generale staf en geplaatst als commandant van het vierde bataljon te Tjimahi. Hij was toen tevens waarnemend commandant over het vierde bataljon infanterie te Bandoeng. Berenschot was daarnaast voorzitter van de Nederlands-Indische officierenvereniging. Hij sprak zich namens die vereniging tegenover het legerbestuur uit over de aanvaardbaarheid van de voor burgerlijke landsdienaren voorgestelde wijzigingen in de pensioenregelingen, ook voor de officieren. Dat jaar werd hem ook een onderzoek opgedragen naar de invoering van het capitulanten-stelsel. De opzet was om het vraagstuk vervolgens commissoriaal te maken, maar het onderzoek van Berenschot leidde tot een volkomen negatief resultaat, zodat men die gedachte opgaf. Met ingang van 2 februari 1933 werd Berenschot bevorderd tot kolonel. In september 1932 werd hij ontheven van zijn functie te Tjimahi en ter beschikking gesteld van het hoofd van de generale staf. Hij werd overgeplaatst naar de staf van het zesde regiment infanterie (als commandant) te Malang. In mei 1934 werd hij overgeplaatst naar het subsistentenkader te Bandoeng, ter beschikking gesteld van het hoofd van de generale staf. Deze overplaatsing stond in verband met het verlof van generaal-majoor Boerstra; Berenschot trad nu op als waarnemend chef.
In juni 1934 werd hij overgeplaatst naar het hoofdkantoor van de generale staf en benoemd tot hoofd van de zevende afdeling A van het Department van Oorlog, tevens inspecteur van de Militaire Luchtvaart. Dat jaar nam hij samen met kapitein W.T.van Veen zitting in het comité tot huldiging van de bemanning van de Uiver. Berenschot werd bij Koninklijk Besluit van 11 juni 1935 bevorderd tot generaal-majoor. Ter gelegenheid van het huwelijk van prinses Juliana werd in Nederlands-Indië een legercomité opgericht tot aanbieding van een algemeen huldeblijk. Het legercomité was opgericht tot inzameling van de bijdragen van het leger voor dit doel en Berenschot werd benoemd tot voorzitter. Hij werd op 6 november 1937 op Paleis Noordeinde ter audiëntie ontvangen door prins Bernhard. Hij was toen met verlof in Nederland.

### Commandant van het Indische leger
Berenschot prees in een interview met Het Vaderland de Glenn Martins en eindigde het interview met de woorden: de preventieve werking van de Indische defensie wordt, vooral door de snelle versterking van de luchtafweerkrachten, met de dag groter. In een interview met de Nieuwe Rotterdamse Courant in 1937 stelde hij dat de verdediging van Nederlands-Indië nog steeds verbetering behoefde na alle bezuinigingen in de jaren ervoor. Er waren echter vele bestellingen gedaan inzake nieuwe vliegtuigen, luchtafweer- veld- en kustgeschut, luchtdoelmitrailleurs, infanteriemitrailleurs en mortieren en pantserauto's waren besteld. Alleen diende men op de uitvoering van deze bestellingen langer te wachten dan wenselijk was. Op de begroting van 1938 was bovendien weer een nieuw stel Glenn Martins aangevraagd, waarvan Berenschot, zoals eerder vermeld, hoge verwachtingen had. Hij zag deze bommenwerper in de eerste plaats voor de verdediging van Java, in het bijzonder van het vlootsteunpunt Soerabaja. Berenschot stelde verder dat de preventieve werking, die van de Indische defensie uitging, vooral door de snelle versterking van de luchtafweerkrachten, met de dag groter werd.
Berenschot keerde in februari 1938 met de Sibajak uit Europa terug. Het jaar daarop werd hij, bij Koninklijk Besluit van 26 juli 1939, benoemd tot commandant van het Nederlands-Indische leger. Op 22 juli nam hij het legercommando over van generaal Boerstra op het vliegterrein Andir te Bandoeng met een wapenschouwing, bestaande uit een inspectie, gevolgd door een defilé. Tijdens zijn toespraak gedurende deze plechtigheid sprak Berenschot over de weermacht en eindigde met de woorden: een ieder die een commando voert of op andere wijze heeft voor te gaan en leiding te geven zij doordrongen van de noodzaak elke door hem te nemen maatregel ten volle te doen strekken tot de verhoging van de gevechtskracht en de gevechtswaarde van het leger. Iedere soldaat moet zich beijveren het hem toevertrouwde wapen met grote vaardigheid te hanteren. Ik heb het volste vertrouwen dat het leger, opgevoed als het is in strenge plichtsbetrachting en soberheid, die bijzondere plicht heeft verstaan en zich daarvan naar behoren zal kwijten. Dan weet ik en weten allen in den lande met mij dat u, wanneer het ogenblik daarvoor mocht aanbreken, pal zult staan voor de handhaving van de Nederlandse vlag in Nederlands-Indië, dat u bereid zult zijn daarvoor het hoogste offer te brengen. Tijdens het vijftigjarig bestaan van het korps marechaussee in 1940 werd een indrukwekkende plechtigheid gehouden te Peutjoet, voorgezeten door Berenschot en militair commandant van Atjeh en Onderhorigheden kolonel G.F.V. Gosenson.

## Overlijden

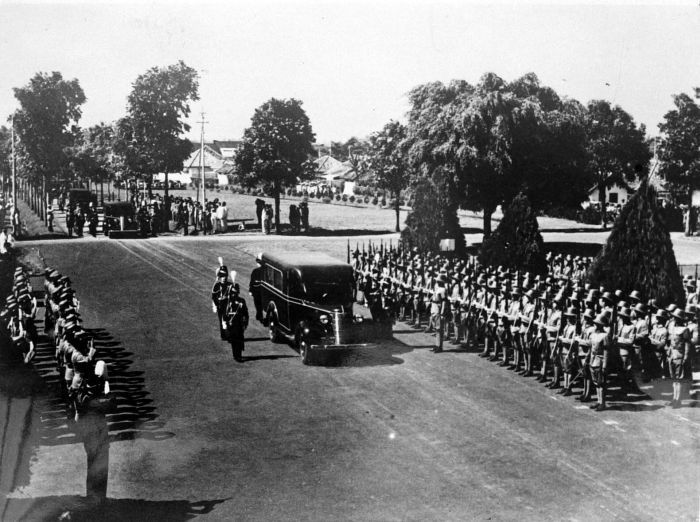
Begrafenis van Berenschot op het Pandoe-kerkhof te Bandoeng

Berenschot had op 12 oktober 1941 een onderhoud te Batavia met de Britse opperbevelhebber Robert Brooke-Popham en aanvaardde om drie uur aan boord van een Lockheedvliegtuig de terugreis naar Bandoeng. Ongeveer 5 minuten nadat het vliegtuig van het burgerlijke vliegveld Kernajoran was opgestegen, zag de wacht van de toren van het vliegveld dat het vliegtuig naar beneden stortte en vervolgens in brand vloog. De brandweer, die onmiddellijk gewaarschuwd werd, kon niet meer voorkomen dat de passagiers en de bemanning in de vlammen omkwamen. In het toestel bevonden zich, naast Berenschot, nog een wing commander van de Engelse luchtmacht en twee officieren van het Indische leger. De bestuurder van het vliegtuig was kapitein-vlieger Knapp. Het vliegtuig zette bij het neerkomen ook nog enige inheemse woningen in brand, waarbij 5 tot 6 man de dood vonden. De oorzaak van het ongeluk werd gezocht in het uitzetten van de linkermotor, maar geruchten deden de ronde dat het sabotage had kunnen zijn. Chef van de generale staf, generaal ter Poorten, kreeg opdracht direct naar Java terug te keren om Berenschot op te volgen. Op last van de autoriteiten werden alle vlaggen op de openbare gebouwen halfstok gehangen. Het stoffelijk overschot werd op het Pandoe-kerkhof te Bandoeng begraven.

## Onderscheidingen
Berenschot was officier in de Orde van Oranje-Nassau, ridder in de Orde van de Nederlandse Leeuw, drager van het Onderscheidingsteken voor Langdurige Dienst als officier, het Ereteken voor Belangrijke Krijgsbedrijven met de gespen Atjeh 1906-1910, 1911-1914 en droeg de kroon der eervolle vermelding.